# Festival Film Bandung
Festival Film Bandung is een filmfestival in de Indonesische stad Bandung. Het festival werd voor de eerste keer gehouden in 1987.

## Lijst van winnaars (sinds 2003)

### FFB 2003

#### Film
- Beste film- Marsinah
- Beste acteur- Sandy Nayoan(Peti Mati) en Arswendy Nasution(Eliana, Eliana)
- Beste actrice- Diah Arum en Meriam Bellina

#### Televisie
- Soap- Bajaj Bajuri
- Beste acteur- Slamet Rahardjo(KepadaMu Aku Pasrah) en Derry Drajat(Apa Kabar Bangsamu?)
- Beste actrice- Rachel Maryam(Strawberry) en Amara(Mahligai di Atas Pasir)
- Soap Drama - Apa Kabar Bangsamu?

### FFB 2004

#### Film
- Beste film- Arisan!
- Beste acteur- Muh Dwiki Riza (Kiamat Sudah Dekat)
- Beste actrice- Shandy Aulia (Eiffel Im In Love)
- Regisseur- Nia Dinata (Arisan)
- Scenarioschrijver- Sekar Ayu Asmara(Biola Tak Berdawai)
- Camerawerk- Tusuk Jelangkung
- Special Award- H. Rachmat Hidayat

#### Soap
- Soap- Anak Haram
- Beste acteur- Sahrul Gunawan (Bukan Cinderella)
- Beste actrice- Dhea Ananda (Anak Haram)
- Freelance soap- Wo Ai Ni Indonesia
- Kinderserie- Ratu Malu en Jenderal Kancil
- Tienerserie- Aku Bukan Rio
- Soap - Angling Dharma
- Komedie- Juragan Lenong

#### Buitenlandse Films
- Psychologische film - The Hours (Stephen Daldry)
- Oorlogfilm- Master and Commander (Peter Weir)
- Drama- Heaven (Tom Tykwer)

### FFB 2005

#### Film
- Beste film- Mengejar Matahari
- Beste acteur- Deddy Mizwar (Ketika)
- Beste actrice- Laudya Cynthia Bella (Virgin)
- Beste bijrol - Fauzi Baadila (Mengejar Matahari)
- Regisseur- Rudi Sujarwo
- Scenario - Musfar Yasin (Ketika)
- Muziek- Dwiki Dharmawan (Rindu Kami PadaMu)
- Camerawerk- Tommy Jepang (Virgin)
- Scenario- Budi Riyanto (Rindu Kami PadaMu)
- Special Award- Rosihan Anwar

#### Televisie
- Komedie- Bajaj Bajuri
- Beste acteur- Eeng Saptahadi (Kafir)
- Beste actrice- Titi Kamal (Chanda)
- Beste mannelijke  bijrol - Ramzi (Titipan Illahi)
- Beste vrouwelijke bijrol - Nani Wijaya (Bajaj Bajuri)
- Freelance soap- Suami Gak Akan Pulang, Chen
- Soap Drama - Rumah Kardus
- Regisseur- Ucik Supra (Rumah Kardus)
- Soap scenario- Arlingga Panega & Imam Hendarto (Rumah Kardus)
- Muziek - Areng Widodo (Cintaku Di Rumah Susun 2)
- Camerawerk- Thomas Susanto (Akulah Arjuna)
- Editing Soap "BUNDA" - Dodo Soedirdjo

### FFB 2006

#### Film
- Beste film- Berbagi Suami
- Beste regisseur- Nia Dinata
- Scenarioschrijver- Nia Dinata
- Beste actrice- Dominique Agisca Diyose (Berbagi Suami) en Cornelia Agatha (Detik Terakhir)
- Beste vrouwelijke bijrol - Ira Maya Sopha (Berbagi Suami)
- Beste acteur- Nicholas Saputra (Gie) en Lukman Sardi (9 Naga)
- Beste mannelijke bijrol - Barry Prima (Realita, Cinta en Rock 'n Roll )
- Life Time Achievement - Idris Sardi

#### Televisie
- Regisseur- Deddy Mizwar(Kiamat Sudah Dekat)
- Kindacteur- Sakurta Ginting(Kiamat Sudah Dekat)
- Beste acteur- Agust Melasz(Selendang Hasnah)
- Beste actrice- Inneke Koesherawati(Selendang Hasnah)
- Soap Drama - Kiamat Sudah Dekat
- Freelance soap- Sayekti en Hanafi en Selendang Hasnah

### FFB 2007

#### Film
- Beste film- Nagabonar Jadi 2
- Beste acteur- Tora Sudiro(Nagabonar Jadi 2)
- Beste actrice- Nirina Zubir(Heart)
- Regisseur- Deddy Mizwar(Nagabonar Jadi 2)
- Beste mannelijke bijrol- Lukman Sardi(Nagabonar Jadi 2)
- Beste vrouwelijke bijrol- Kinaryosih(Mendadak Dangdut)
- Beste etnische film - Denias, Senandung di Atas Awan
- Lifetime Achievement Award- Chitra Dewi

#### Televisie
- Beste acteur- Mathias Muchus
- Beste actrice- Naysila Mirdad en Bunga Zainal
- Beste mannelijke bijrol- Cok Simbara(Namaku Safira)
- Beste vrouwelijke bijrol- Winda Viska(OB (Office Boy))
- Regisseur- Hanung Bramantyo(Jomblo Series)
- Soap Drama - Dunia Tanpa Koma
- Tienerserie- Jungkir Balik Dunia Sissy
- Komedie-OB (Office Boy)
- Soap Mysterie - Emak Gue Jagoan